# The House of Dr. Edwardes
The House of Dr. Edwardes – angielska powieść psychologiczna autorstwa Johna Palmera i Hilary’ego St George’a Sandersa, wydana pod pseudonimem Francis Beeding w 1927. Na jej podstawie Alfred Hitchcock zekranizował w 1945 psychologiczny dreszczowiec noir Urzeczona z głównymi rolami Ingrid Bergman i Gregory’ego Pecka. W przeciwieństwie do książkowego pierwowzoru, gdzie akcja toczy się w szwajcarskim domu dla umysłowo chorych, w filmie została przeniesiona do amerykańskiego stanu Vermont.